# ベンゾトリイン
ベンゾトリイン(Benzotriyne)またはシクロ[6]炭素(Cyclo[6]carbon)は、仮説上の化合物であり、C6の分子式を持つ炭素の同素体である。分子は、6つの炭素原子からなる環状構造で、単結合と三重結合が交互かまたは全て二重結合で結ばれている。
無水メリト酸の熱分解等、何度か合成の試みがなされたが、2011年時点で成功には至っていない。
近年の研究では、角歪みの大きさからベンゾトリインは存在しないと結論付けられており、その代わりシクロヘキサエンと呼ばれる準安定種の環状クムレンが形成されると考えられている。